# چمنو
چمنو نام شهری در طبرستان بود که با شهرهای ساری و توجی در یک راستا قرار داشت. شهر قائمشهر، که بعدها در دوران پهلوی اول از پیوستن چند روستا تأسیس شد، جایگاه باستانی چمنو است.
چمنو با نام‌هایی چون جمنو و جمنان نیز در کتب مورخین آورده شده‌اند. چمنو در زمان داعی کبیر شهر استراتژیک و نظامی محسوب می‌شد که بارها در نبردهای مختلف میان رقیبان دست به دست می‌شد.